# ひだまりバスケット
『ひだまりバスケット』は2009年12月11日にeufonieより発売されたアダルトゲームである。

## ストーリー
（出典：）
主人公・仲神啓人はごく平凡な学生である。しかし彼には非凡な義妹・かすががいる。彼女は幼いころから神童と呼ばれ、著名な音楽家に才能を見込まれて、ウィーンに留学している。そのため啓人は、母親であるはるひと2人きりで暮らしていた。
ところがある日、留学していた妹が突如帰国し、啓人の通う津々野瀬学園に転入する。転入早々の挨拶で、彼女は爆弾発言をする。「私、仲神かすがは、お兄ちゃんと恋人になるのです!!」。妹からの突然の告白に、啓人は戸惑う。
ギクシャクとした関係が続く中、啓人とかすがは偶然にもキスをしてしまう。その現場を目撃した母親は、2人に距離を置かせるために、啓人をあさひ寮という学生寮に入居させる。妹による熱烈なアタックが続く中、啓人の新たな生活が始まる。

## 登場人物

### メインキャラクター
仲神 啓人（なかがみ けいと）
本作の主人公。中高大の一貫教育で知られる、私立津々野瀬学園に通っている。義妹からの告白により、落ちこぼれが集まるあさひ寮に無理やり入らされてしまう。
仲神 かすが（なかがみ かすが）
声 - 佐本二厘
啓人の義妹。幼いころから神童と呼ばれ、ヴァイオリンの才能を磨くためにウィーンに留学していた。極度のブラコンであり、突然帰国して啓人の通う津々野瀬学園に編入する。
湊 深美（みなと みみ）
声 - 木村あやか
啓人の幼なじみ。保健委員を務めている。啓人と深美は、周りの人間からは付き合っていると誤解されるほど仲がいい。啓人に猛烈にアピールするかすがに対して、敵対心を抱いている。
代田 憧子（だいた しょうこ）
声 - 黒崎猫
啓人のクラスメイト。腕っ節の強さから、学園では女番長と呼ばれている。正義感が強く、曲がったことが大嫌いな性格。しかし、少女コミックや占いが大好きという少女らしい一面も持つ。
古泉 繭（こいずみ まゆ）
声 - さくらはづき
啓人の先輩。北海道から上京してきた。あさひ寮の寮長を務めている。人の心が読めると言い張っている。人間嫌いではあるが、趣味は人間観察である。小柄な体格をしているが、食欲は人並み以上である。

### サブキャラクター
仲神 はるひ（なかがみ はるひ）
声 - 五行なずな
啓人とかすがの母親。学園教師や寮母を務めている。妄想が激しく、泣き虫という性格である。
百地 睦花（ももち むつか）
声 - みる
かすがの友人。かすがからは「むっちゃん」と呼ばれている。暴走しがちなかすがを抑えることが多い。家庭の事情からかすが寮に住んでいる。
木崎 遥（きざき はるか）
声 - まきいづみ
学園のクラス委員を務める少女。大野夏希の親友である。プライドが高く、勝ち気な性格をしている。
大野 夏希（おおの なつき）
声 - 小倉結衣
啓人のクラスメイト。木崎遥の親友である。内気なために言葉を発するのを苦手としている。
水元（みずもと）
声- 楠鈴音
津々野瀬市の病院に勤める女医。敏腕な医師ではあるが、少し抜けているところがある。
御子柴 修（みこしば おさむ）
声- いちごみるく
啓人の友人。超常現象を好んでおり、なにか面白いことはないか、いつも目を光らせている。常に尊大な物言いをするため、啓人からは煙たがられている。
舞子（まいこ）
声 - 紫華すみれ
啓人に街で話しかけてきた少女。過去に負った事故のため、松葉杖をついている。親しみやすい性格で、誰にでも気軽に話しかける。
飯田（いいだ）
声 - 青島刃
笑顔を崩さない、啓人の先輩。ハンドボール部に所属している。面倒見がいい性格なため、後輩には慕われている。
あさひ
声 - 藤森ゆき奈
あさひ寮に住む白い猫。寮の住民たちからかわいがられている。ときどき、人の言葉を理解しているかのような行動をとる。

## スタッフ
（出典：）
- キャラクターデザイン - 木場智士
- SD原画 - 御奈瀬
- シナリオ - 尾之上 咲太、きーたん
- OP・EDテーマ - fripSide
- BGM - Peak A Soul+
- ムービー - 神月社

## 主題歌
- 「ひだまりバスケット」[9]

歌 - fripSide（南條愛乃） 作曲・編曲 - 八木沼悟志